# Lenguas griegas
Las lenguas griegas o helénicas (en lengua helénica: Ελληνικές γλώσσες) son una subfamilia de lenguas indoeuropeas estrechamente emparentadas, que incluyen tanto antiguas variantes extintas como lenguas literarias también extintas (griego clásico y griego helenístico), así como las modernas supervivientes; entre ellas, la lengua oficial de Grecia y Chipre: la Δημοτική γλώσσα o griego dimotikí moderno.

## Rama helénica del indoeuropeo

### Historia
A comienzos del segundo milenio a. C. las primeras olas de invasores de habla indoeuropea llegaron a la península griega, al Peloponeso y a las islas adyacentes, asentándose en esa región. Heródoto los denomina Ἀχαιοί (akhaioi, Achaei en latín), distinguiéndolos de los autóctonos pelasgos, sobre los cuales afirma lo siguiente:

En tiempos antiguos hubo dos razas viviendo en Grecia: los pelasgos, que nunca dejaron su hogar original y los helenos (griegos) que emigraron frecuentemente... Qué lengua hablaban los pelasgos no puedo decir con exactitud. Lo que sí se puede afirmar de ellos, que aun sobreviven, es que su lengua no es griega. Si eso es verdad de la raza pelasga, la nación ática debe haber aprendido el griego al mismo tiempo que fueron helenizados.
Heródoto: Los nueve libros de la historia (1, 57)

La lengua de los aqueos parece ser la base que dio origen al dialecto jónico, pero en cuanto a los pelasgos poco se sabe salvo que hubieron de ser absorbidos por los primeros y que su lengua no era indoeuropea, cosa que se refleja en el grupo consonántico -nth- y -ss- que abunda en topónimos y nombres de plantas, como Korinthos, Zakinthos, akantha, etc. 
La civilización del Bronce, conocida como micénica, duró desde el 1500 al 1100 a. C. y durante ese periodo la lengua fue puesta por escrito en el silabario Lineal B, que a su vez estaba basado en otro modelo cretense no indoeuropeo denominado Lineal A. En el siglo XI a. C. la civilización micénica fue perturbada por las invasiones dóricas en Grecia occidental, sucediéndose una redistribución de la población y una dispersión de los dialectos, dejando de usarse el Lineal B. 
En el Iy siglo VIII a. C. los poemas homéricos fueron escritos en dialecto jónico en una nueva escritura basada en el alfabeto fenicio y con cinco signos específicos para las vocales y que se denominaría alfabeto griego. Por lo tanto la creación de una norma literaria modelada en dos de los más grandes poemas de la historia, La Ilíada y La Odisea, estuvo acompañada por uno de los sistemas de escritura más eficaces que haya habido.
El dialecto jónico se mezcló con el ático de Atenas dando lugar a uno de los periodos más creativos culturalmente hablando que hayan existido: la Grecia clásica, un periodo que fue la cuna de la cultura occidental con autores como Esquilo, Sófocles, Eurípides, Aristófanes, Safo, Anacreonte, Píndaro, Menandro, Platón, Aristóteles, Demóstenes, Heródoto, Tucídides y Jenofonte.  Esta lengua es la que se conoce con el nombre de Κλασική Ελληνική (griego clásico). 
Hacia el final de primer milenio a. C. una forma modificada del griego ático emergió como ‘el habla común’ o Ἡ κοινὴ διάλεκτος (hē koinḗ diálĕktŏs), lengua que sobrevivió por mil años como la lengua del periodo helenístico, siendo la base del griego moderno.  Aparte del griego, lengua que cuenta con alrededor de 16 millones de hablantes [a fecha de 2006], existen otras dos variantes helénicas dignas de mención que se hablan en la actualidad.  El póntico es un dialecto del griego ático llevado a Grecia durante los años 20 y 30 por emigrantes de las costas del Mar Negro, habitadas por griegos desde el período alejandrino.  Se estima que posee unos 200 000 hablantes en la propia Grecia (especialmente en los suburbios de Atenas y El Pireo), además de 120 000 en el oeste de Georgia y 320 000 más repartidos por varios países.  El póntico y el griego estándar (Ελληνική ɣλώσσα o Ελληνικά) no son mutuamente inteligibles. El tsakonio es una variedad helénica derivada del antiguo dialecto dórico, hablada en el Peloponeso oriental (Kastanitas, Sitena, Prastos, Karakovonve, Leonidi, Pramatefti, Sapounakeida, Tyros) por no más de 300 personas, en su mayor parte pastores; tampoco es posible su comprensión con el griego moderno.  Las lenguas helénicas se clasifican de acuerdo con el siguiente esquema general (las agrupaciones lingüísticas van en negrita; entre paréntesis se incluyen los principales territorios en los que se hablan estas lenguas): 
- Rama ática
  - Griego (Grecia, Chipre)
  - Póntico (Grecia, Georgia)
- Rama dórica
  - Tsaconio (Grecia)

### Parentesco del griego con otras lenguas indoeuropeas
Las lenguas griegas forman un grupo de lenguas indoeuropeas.  La lengua más estrechamente emparentada con las lenguas griegas es el antiguo macedonio, la lengua del antiguo Reino de Macedonia, que en general muestra evoluciones fonéticas coincidentes con el griego.  Actualmente muchos lingüistas consideran que el antiguo macedonio es una lengua griega o un dialecto del griego antiguo. Por otra parte, todavía se discute la relación del antiguo macedonio con el de una lengua cercana al proto-griego. Los métodos cladísticos basados tanto en la comparación léxica como en las innovaciones morfológicas y fonéticas, sugieren que dentro de la familia indoeuropea este conjunto de lenguas guarda su relación más cercana con el armenio y probablemente otras lenguas paleobalcánicas pobremente testimoniadas. También se ha sugerido una relación del grupo greco-armenio con las lenguas indoiranias.

## Lenguas

Procedencia étnico-lingüística de los griegos de Magna Grecia.
Griegos del noroeste
Aqueos
Dóricos
Jónicos

Una lista esquemática de las variedades de lenguas griegas y macedonias conocidas es la siguiente:
- Lenguas griegas antiguas y modernas
  - Griego panfilio (†)
  - Griego micénico (†)
  - Póntico-capadocio
  - Variedades Greco-italianas
    - Grecocalabrés
    - Grecosalentino

  - Yevánico (Israel)
  - Variedades del Noroccidental y Dórico
    - Locrio (†)
    - Tsaconio

  - Variedades de Eólico (†)
  - Variedades arcado-chipriotas (†)
  - Antiguo macedonio (†)
  - Variedades de Jónico-Ático
    - Griego Jónico (†) 
      - Griego homérico (†)

    - Griego Ático (†)
    - Griego clásico (†)
    - Griego medieval o bizantino (†)
    - Griego helenístico o koiné (†) 
      - Griego chipriota
      - Griego moderno
        - Griego cretense

      - Griego katharévousa
      - Griego demótico

### Lenguas antiguas

Extensión de los dialectos griegos antiguos
1 a 4: eólico
5: jónico y 6: ático
7 a 14: dórico
15 a 18: noroccidental
19 a 21: arcado-chipriota

Las lenguas griegas de la antigüedad (Αρχαιοελληνικές διάλεκτοι) se hablaban no sólo en la antigua Grecia peninsular, sino también en las colonias, dando lugar a las distintas variantes que conocemos, en el período clásico y preclásico inmediato tenemos la siguiente distribución de variedades:
- Griego noroccidental y dórico (15-18) y (7-14).  Abarcaba el noroeste de Grecia, principalmente gran parte del Epiro, Molosia y Macedonia, así como la península del Peloponeso, la parte sur de la costa de Asia Menor, las islas de Creta y Rodas y gran parte de la Magna Grecia.
- Arcadio-chipriota (19 a 21): Hablado en Arcadia y la isla de Chipre.  No confundir con el dialecto chipriota, que es, principalmente, una evolución de la koiné helenística.
- Eólico (1-4). Se hablaba en la parte norte de la costa de Asia Menor, en la isla de Lesbos, en Tesalia y en Beocia.
- Jónico-ático. Grupo dialectal formado por:
  - Jónico (5). Se hablaba en Eubea, en las islas del Mar Egeo y en Jonia (la región costera de Anatolia que comprende a las célebres ciudades de Esmirna, Éfeso y Mileto. Este dialecto es la base de la lengua de Homero, Hesíodo y Heródoto.
  - Ático (6). Hablado en Atenas y en la península del Ática.

El griego que a menudo se estudia como modelo de lengua de la antigüedad es el que corresponde al dialecto ático o griego clásico (Αττική Ελληνική o Κλασική Ελληνική), ya que literariamente llegó a superar a todos los demás dialectos, principalmente en los siglos V a. C.

### Comparación léxica
Los numerales en diferentes variedades griegas son:
| GLOSA | Griego micénico | Ático          | Ático          | Eólico    | Eólico   | Eólico   | Arcádico | Dórico   | PROTO- HELÉNICO |
| GLOSA | Griego micénico | Griego clásico | Griego moderno | Beocio    | Lesbio   | Tesalio  | Arcádico | Cretense | PROTO- HELÉNICO |
| ----- | --------------- | -------------- | -------------- | --------- | -------- | -------- | -------- | -------- | --------------- |
| '1'   | e.me            | heīs           | éna            |           |          |          |          | hens     | *hens           |
| '2'   | du.wo           | duō            | ðío            | duo/ diou | dúo      | dos      |          | dúo      | *dúwō           |
| '3'   | ti.ri           | treīs          | tría           | tris      | trís     | tres     | treis    | trées    | *treīs          |
| '4'   | qe.to.ro        | téttares       | téssera        | pettares  | péssures | pessares | tésseres | tétores  | *kʷétwores      |
| '5'   | pe.qe           | pénte          | pénde          | pempe     | pémpe    | pempe    |          | pénte    | *pénkʷe         |
| '6'   | we              | heks           | éksi           | eks       |          | eksei    |          | wéks     | *hweks          |
| '7'   |                 | heptá          | eftá           |           |          |          |          | ettá     | *heptá          |
| '8'   |                 | oktō           | oχtó           | októ      | ókto     |          | októ     | ottó     | *oktō           |
| '9'   | e.ne.wo         | ennéa          | eɲá            |           | énneo    |          | ennéo    |          | *ennéwa         |
| '10'  |                 | déka           | ðéka           |           |          |          | déko     |          | *déka           |